# Ekwiwalent pewności
Ekwiwalent pewności (ang. certainty equivalent, CE) – pojęcie w teorii ekonomii pozwalające na wyrażenie wartości losowej loterii przy pomocy wartości nielosowych. Jest to suma pieniędzy, jaką można otrzymać z całkowitą pewnością, tj. taka, przy której nie ma znaczenia, czy będzie przyjęta, czy też zostanie podjęta decyzja o ryzykownym działaniu.

## Definicja
Rozważmy loterię oferującą wypłatę {\displaystyle x_{i}} z prawdopodobieństwem {\displaystyle p_{i},} gdzie {\displaystyle i\in \{1,2,...,n\}} i {\displaystyle \sum _{i=1}^{n}p_{i}=1} oraz funkcję użyteczności {\displaystyle u(x)} określoną w warunkach pewności. Zgodnie z teorią oczekiwanej użyteczności, oczekiwaną użyteczność tej loterii można zapisać jako {\displaystyle \sum _{i=1}^{n}p_{i}u(x_{i}).} Ekwiwalent pewności dla tej loterii definiuje się wówczas jako wartość {\displaystyle x^{c}} taką, że
{\displaystyle u(x^{c})=\sum _{i=1}^{n}~p_{i}u(x_{i}).}
Oznacza to, że decydent kierujący się maksymalizacją funkcji użyteczności {\displaystyle u(x)} jest obojętny pomiędzy losową loterią a nielosową wypłatą w wysokości jej ekwiwalentu pewności, co wyjaśnia nazwę pojęcia.

## Interpretacja
Jeżeli, jak zazwyczaj zakłada się w teorii ekonomii, funkcja użyteczności jest wklęsła, wówczas na mocy nierówności Jensena ekwiwalent pewności niezdegenerowanej loterii jest mniejszy niż jej wartość oczekiwana. Intuicyjnie oznacza to, że osoba kierująca się maksymalizacją wartości oczekiwanej swojej wklęsłej funkcji użyteczności jest skłonna poświęcić część swojej oczekiwanej wypłaty po to aby uniknąć ryzyka. Wartość bezwzględną różnicy pomiędzy wartością oczekiwaną loterii a jej ekwiwalentem pewności określa się zazwyczaj jako koszt ryzyka, jeżeli jest ona dodatnia lub premią za ryzyko, jeżeli jest ona ujemna.